# ASD Luco Canistro
Associazione Sportiva Dilettantistica Luco Canistro byl italský fotbalový klub sídlící ve městě Luco dei Marsi. Klub byl založen v roce 1981, zanikl v roce 2012.

## Umístění v jednotlivých sezonách
| Sezóny  | Liga            | Úroveň | Z  | V  | R  | P  | VG | OG | +/- | B  | Pozice |
| ------- | --------------- | ------ | -- | -- | -- | -- | -- | -- | --- | -- | ------ |
| 2007/08 | Serie D – sk. F | 5      | 34 | 12 | 7  | 15 | 41 | 44 | -3  | 43 | 13.    |
| 2008/09 | Serie D – sk. F | 5      | 34 | 7  | 11 | 16 | 29 | 49 | -20 | 32 | 15.    |
| 2009/10 | Serie D – sk. F | 5      | 34 | 10 | 10 | 14 | 40 | 42 | -2  | 40 | 14.    |
| 2010/11 | Serie D – sk. F | 5      | 38 | 14 | 9  | 15 | 50 | 55 | -5  | 51 | 13.    |
| 2011/12 | Serie D – sk. F | 5      | 34 | 5  | 4  | 25 | 22 | 71 | -49 | 19 | 17.    |